# Grete Wilhelm
Grete Wilhelm (1887-1942) foi uma pintora austríaca.

## Biografia
Wilhelm, nascida Hujber, nasceu em Radenci, na Eslovénia, em 9 de julho de 1887. Era conhecida pelas suas pinturas de paisagens e género. Ela faleceu no dia 24 de junho de 1942 em Viena.

## Galeria

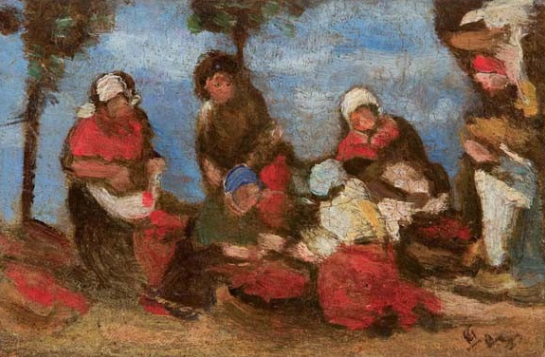
Countrywomen II
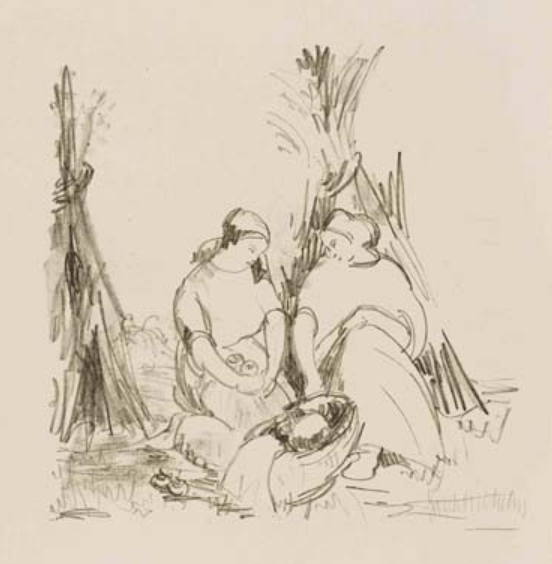
Field Workers 1919